# Het oog van de Minotaurus
Het oog van de Minotaurus is het 40ste stripalbum uit de reeks Alex, bedacht door Jacques Martin, geschreven door Valérie Mangin en getekend door Chrys Millien. De inkleuring werd eveneens verzorgd door Millien.
De eerste publicatie was ook meteen het eerste album. Het album werd op 8 december 2021 uitgegeven door uitgeverij Casterman als softcover met nummer 40 in de serie Alex.
Dit verhaal krijgt in 2022 een los te lezen vervolg in de spin-off reeks Alex senator getiteld Het hol van de Minotaurus.

## Het verhaal
In Rome sterft Servilia, minnares van Julius Caesar en moeder van Brutus. Brutus is ervan overtuigd dat haar dood komt door het dragen van een zwarte parel die Caesar haar geschonken heeft. Caesar vermoedt dat hij het eigenlijke doelwit was. Hij stuurt Alex en Enak samen met Brutus naar Massalia in Gallië, waar hij de parel kocht, om uit te zoeken hoe het zit. Ze komen op het spoor van de Griek Sebraca die de parel had aangeleverd. Maar dan steelt een jonge dief van Kreta de parel, maar verliest een amulet met daarop afgebeeld een minotaurus. Het gezelschap reist naar Kreta, waar ze ontdekken dat de dief Deucalian heet en woont in een dorp nabij het labyrint waar de Minotaurus zou zijn opgesloten geweest. Zijn moeder vertelt dat haar zoon de heiligschennis die zijn vader heeft begaan wil rechtzetten. Zijn vader Sebraca stal namelijk de parel van de Minotaurus. Als Deucalion zich verstopt in het labyrint zijn Alex en Enak de enigen die het labyrint in durven te gaan. Ze krijgen hem te pakken, waarop de jongen uitlegt dat de parel terug moet naar de ondergrondse tempel waar de Minotaurus aanbeden werd. Alex besluit hem te helpen en het gezelschap reist naar de archipel van Thera, dat ooit door een vulkaanuitbarsting en een daarop volgende aardbeving en vloedgolf grotendeels werd vernietigd. Via een ondergrondse tunnel bereikt het gezelschap zwemmend de tempel, waar Deucalion, uitgeput door het dragen van de parel, deze terugplaatst in het oog van een groot beeld van de Minotaurus. Ondanks een aardbeving en hallucinaties weet het gezelschap weer veilig uit de tempel te komen.